# Abtei Chancelade

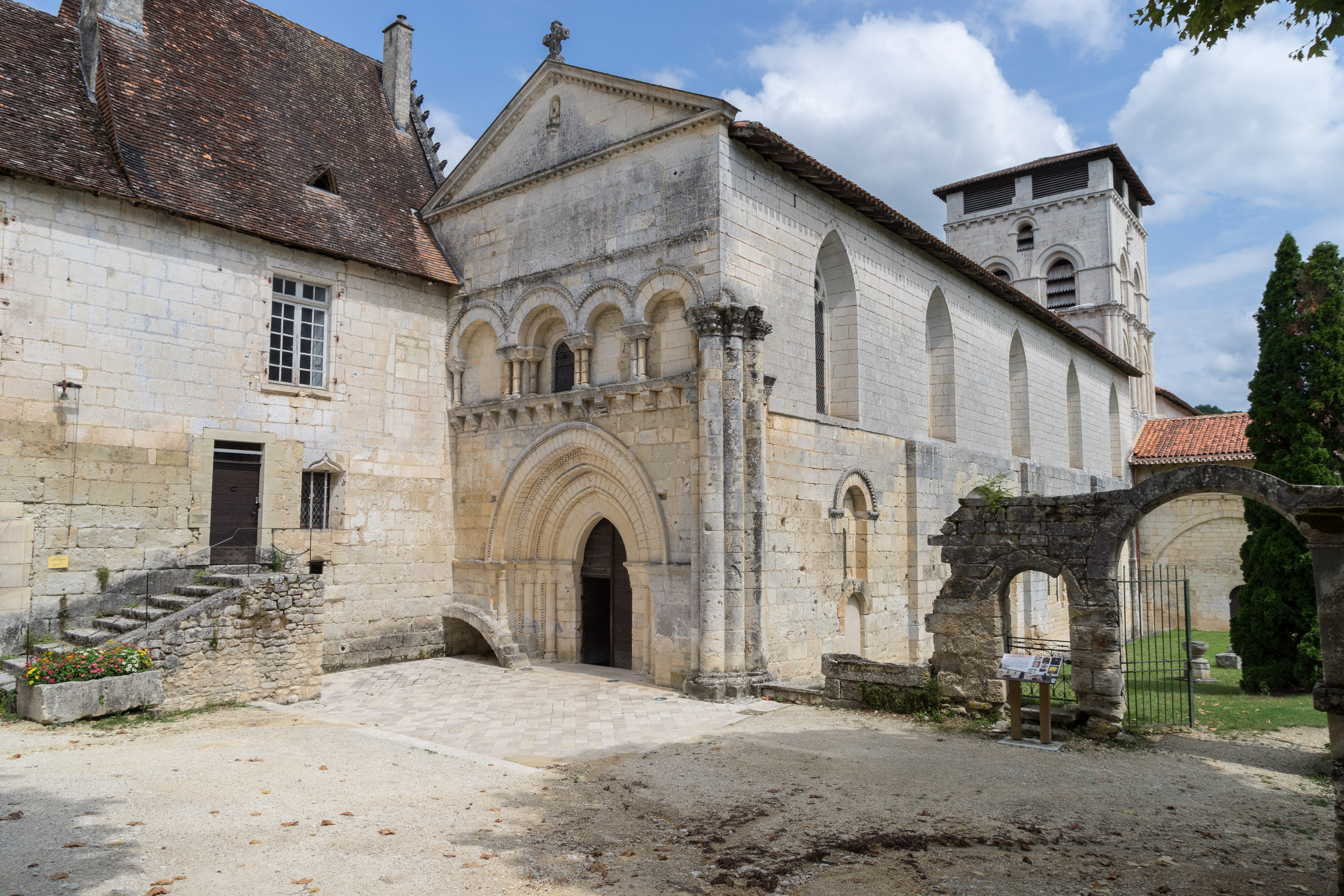
Abtei Chancelade

Die Abtei Chancelade liegt in Chancelade, einer französischen Gemeinde im Département Dordogne in der Region Nouvelle-Aquitaine.

## Geographie
Die Abtei von Chancelade, auch Abtei Notre-Dame von Chancelade, im Französischen  Abbeye Notre-Dame de Chancelade, befindet sich in der Gemeinde Chancelade, rund 5 Kilometer nordwestlich des Stadtzentrums von Périgueux.

## Geschichte

### Gründung
Im Jahr 1096 will Papst Urban II. die Mönche der Abtei Saint-Pierre de Cellefrouin dem Kloster Charroux angliedern. Da dies einen Übergang von der Ordensregel der Augustiner zu den Benediktinern bedeutet, widersetzt sich der Abt Foucault dieser Entscheidung und lässt sich als Einsiedler in Fons Cancellatus, der lateinischen Bezeichnung der Quelle von Chancelade, nieder. Dies wird als Gründungsdatum der späteren Abtei angesehen. Die Lage der Quelle wird durch eine Gedächtnistafel an Alain de Solminihac gekennzeichnet.

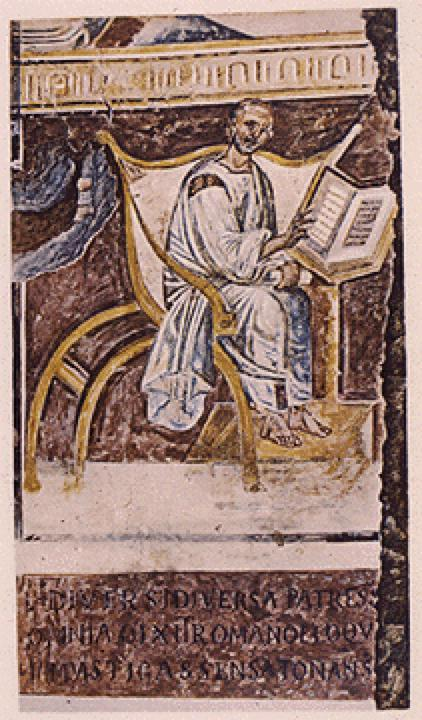
Heiliger Augustinus von Hippo

Dem Abt Foucault schließen sich sodann weitere Mönche an, sodass eine Gemeinschaft entsteht.
Der erste Abt von Chancelade, Gérard de Montlau, wird im Jahr 1128 von Guillaume d’Auberoche, dem Bischof von Périgueux, gesegnet. Die Mönche beschließen daraufhin, ein Kloster zu errichten. Sie erbauen die Abteikirche mitsamt den umfriedeten Konventsgebäuden, sowie eine kleine Pfarrkirche in unmittelbarer Nähe. Beide Kirchen werden am 12. Oktober 1147 von Raymond de Mareuil geweiht – die Abteikirche der Jungfrau Maria und die Pfarrkirche der Heiligen Magdalena.
Um 1140 werden von Geoffroi de Cauzé der Abtei die Ländereien von Merlande als Schenkung überreicht. Die Mönche erbauen an der dortigen Quelle eine Kapelle, die recht bald erweitert wird und sich zu einem eigenen Priorat weiter entwickelt.
Im Jahr 1360 besitzt die Abtei 22 Ordensmitglieder. Da sie sich dem Schutz des Kardinals Hélie de Talleyrand-Périgord unterstellt, erhält sie von ihm als Gabe 3800 Gulden und kann damit weitere 38 Geistliche anwerben.

### Status
Seit 1133 ist die Abtei Chancelade eine den Regeln des Heiligen Augustinus verpflichtete Abtei, ihre Mönche gehören den Augustiner-Chorherren an.
Im Jahr 1635 widersetzt sich Alain de Solminihac der vom Kardinal Rochefoucaud gegründeten Congrégation de France. Seine Reformationsbestrebungen werden zwar untersagt, die Abtei Chancelade erhält aber dennoch die Erlaubnis, als unabhängige Kongregation weiter zu bestehen.

### Kriege, Plünderungen und Zerstörungen
Von 1360 bis 1367 besetzen die Engländer Périgueux. Sie verjagen die Mönche und quartieren eine eigene Garnison im Kloster ein. Nach seiner Rückkehr aus Spanien kann Bertrand du Guesclin aber die Abtei zurückerobern. Sobald er sie jedoch wieder verlässt, rücken die Engländer erneut nach und bleiben bis ins 15. Jahrhundert.
Gegen 1440 macht die Gemeinschaft unter der Schirmherrschaft von Arnaud de Bourdeille und dank ihres Abts Geoffroy de Pompadour einen Neuanfang.
Während der Hugenottenkriege wird Périgueux im Jahr 1575 von den Hugenotten erobert. Langoiran bemächtigt sich daraufhin der Abtei, die geplündert und gebrandschatzt wird. Von der Abteikirche überdauern nur die Vierung mit ihrer Kuppel und der Kirchturm. Das Gewölbe des Kirchenschiffs und der romanische Chor werden zerstört.

### Neubeginn
Als Alain de Solminihac die Abtei im Jahr 1614 übernimmt, sind nur noch vier Mönche zugegen. Nachdem er 1622 von Monseigneur de la Béraudière in der Kathedrale Saint-Front in Périgueux den Segen erhält, macht er sich an den Wiederaufbau der halbzerstörten Abteikirche und rekonstruiert den Kreuzgang, den Wohntrakt und die Konventsgebäude. Gleichzeitig führt er Reformen durch und wirbt neue Ordensmitglieder.
Alain de Solminihac wird am 17. Juni 1636 von Papst Leo XIII. zum Bischof von Cahors eingesetzt. 1638 kehrt er nach Chancelade zurück, um die wiedererbaute Abteikirche einzuweihen (am 4. Oktober 1981 wird Alain de Solminihac von Papst Johannes Paul II. seliggesprochen, seine sterblichen Überreste befinden sich in der Kathedrale von Cahors).
Im 18. Jahrhundert hält der Abt Jean IV. Antoine Le Gros de Beler (1730–1763) seine Mönche zu Studien an, und die Bibliothek bereichert sich an Kartenmaterial und 4000 Büchern. Im Skriptorium wird intensiv gearbeitet – Handschriften werden kopiert, Texte und Urkunden klassifiziert. Hierbei wird vom Pater Prunis das Tagebuch der Reisen Montaignes entdeckt, das im Turm der Bücherei in einem alten Koffer steckt. Es wird sodann 1774 in Rom veröffentlicht.

### Zeitweiliger Verlust der einstigen religiösen Funktionen
Die Abtei wird während der Französischen Revolution im Jahr 1790 als Nationalgut verkauft.
Zahlreiche Dokumente gehen dadurch an die Bibliothèque nationale de France und liegen jetzt dort als 183 Bände vor. Mehrere hundert Werke finden sich in der Stadtbücherei von Périgueux, darunter eine Abschrift des Kopialbuchs.
Zu Beginn des 19. Jahrhunderts wird aus der Abteikirche eine Pfarrkirche.

### Wiedereröffnung
Nach der im Jahr 1955 begonnenen Renovierung der Wirtschaftsgebäude durch die Eigner Herr und Frau Caignard öffnet die Abtei 1975 ihre Pforten für Pilger und Publikum. Nach einer nochmaligen vorübergehenden Schließung in den Jahren 2004 bis 2009 ist sie nun seit 2010 erneut geöffnet. Ab 1998 lassen sich in der Abtei Chancelade eine Gruppe von Augustiner-Chorherren nieder. Der Gruppe wird vom Bistum im Jahr 2004 das der Familie Caignard abgekaufte Abtshaus samt Parkanlage übertragen, um hier ein spirituelles Zentrum einzurichten.

## Architektur
Von der einst sehr bedeutenden, im romanischen Stil des 12. Jahrhunderts erbauten Abtei sind nur noch die Abteikirche und ein Teil der Konventsgebäude wie beispielsweise das Pfarrhaus erhalten. Die ursprüngliche Abteikirche erfährt im 14., 16. und 17. Jahrhundert bedeutende bauliche Veränderungen.

### Abteikirche
Die nach Ostsüdost ausgerichtete Abteikirche ist ein romanisches Bauwerk mit kreuzförmigen Grundriss. Vom einstigen Gebäude des 12. Jahrhunderts bestehen nur noch die unteren Mauerabschnitte und die Fenster. Das Kirchenschiff wird im Jahr 1630 mit fünf Spitzbogenjochen versehen. Die Vierung wird mit einer Pendentifkuppel überdeckt, auf der sich ein quadratischer Kirchturm erhebt. Der Chor wird im 17. Jahrhundert vollkommen neu erbaut und es wird eine Sakristei angesetzt. Das in ihm befindliche Chorgestühl aus 64 Walnußstühlen stammt aus derselben Zeit.
Nur 50 Meter südwestlich des Eingangsportals zur Abteikirche befindet sich die nach Ostnordost orientierte Kapelle Saint-Jean, die noch im gleichen Jahr 1147 Johannes dem Täufer geweiht wird. Dieser kleine, nur 19 × 5 Meter messende romanische Bau des 12. Jahrhunderts ist ursprünglich mit Steinplatten gedeckt. Ihr Gewölbe besteht aus einer Spitztonne. Die halbkreisförmige Apsis trägt eine Apsiskalotte. Die Kapelle wird im Jahr 1912 unabhängig von der Abteikirche als Monument historique eingetragen.

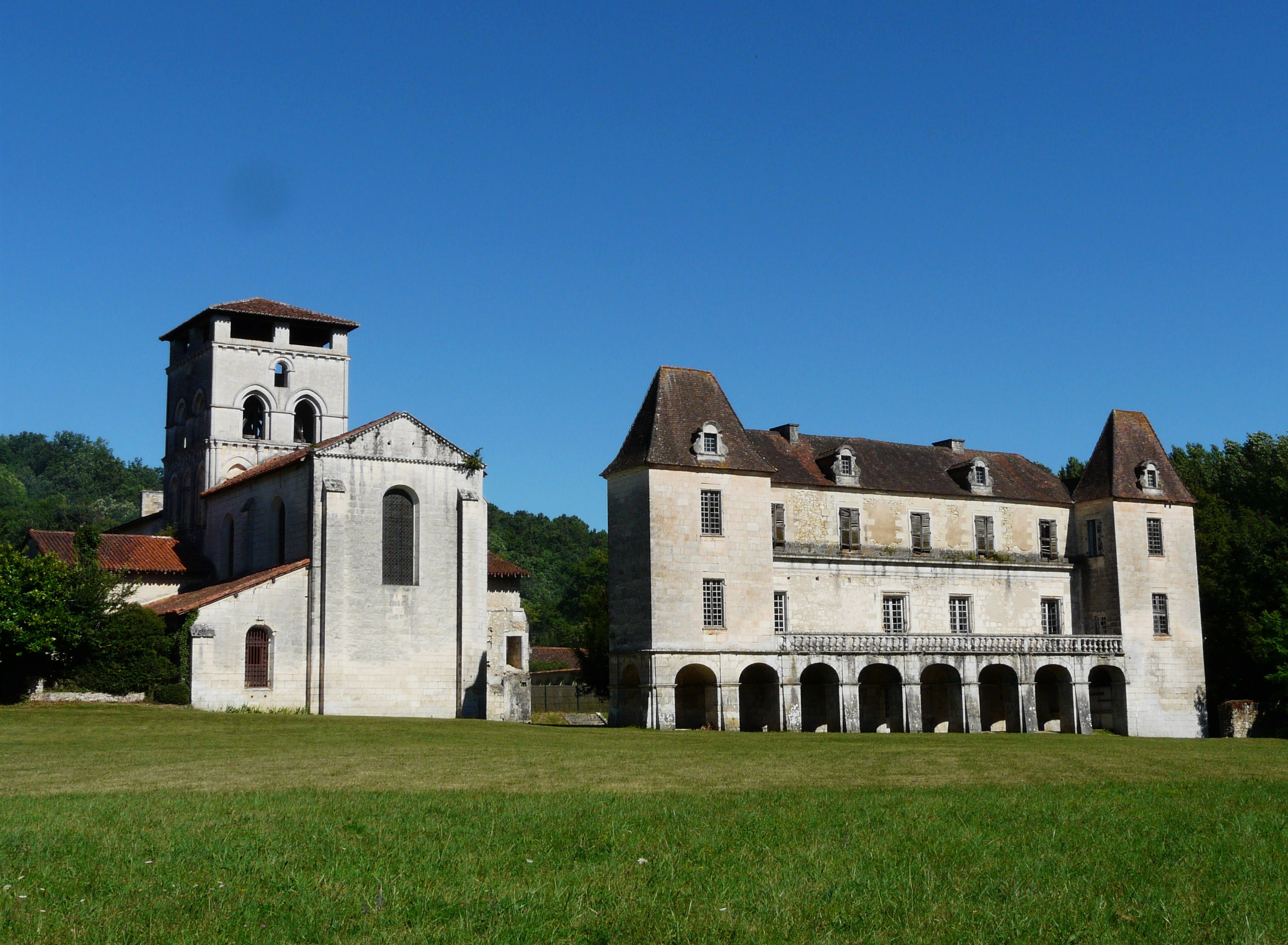
Ansicht des Parks, der Abteikirche (links) und des Abtshauses (rechts)
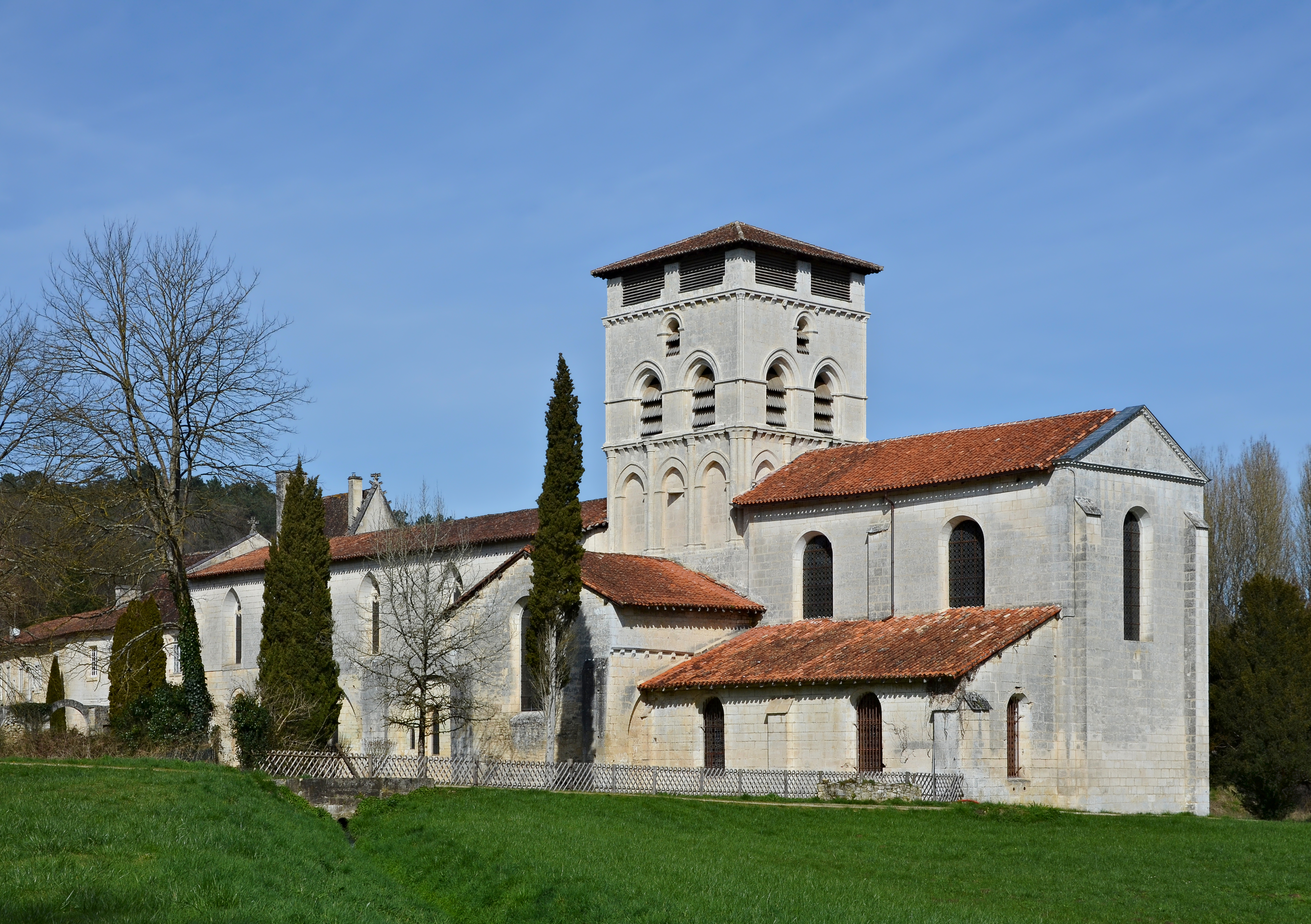
Abteikirche
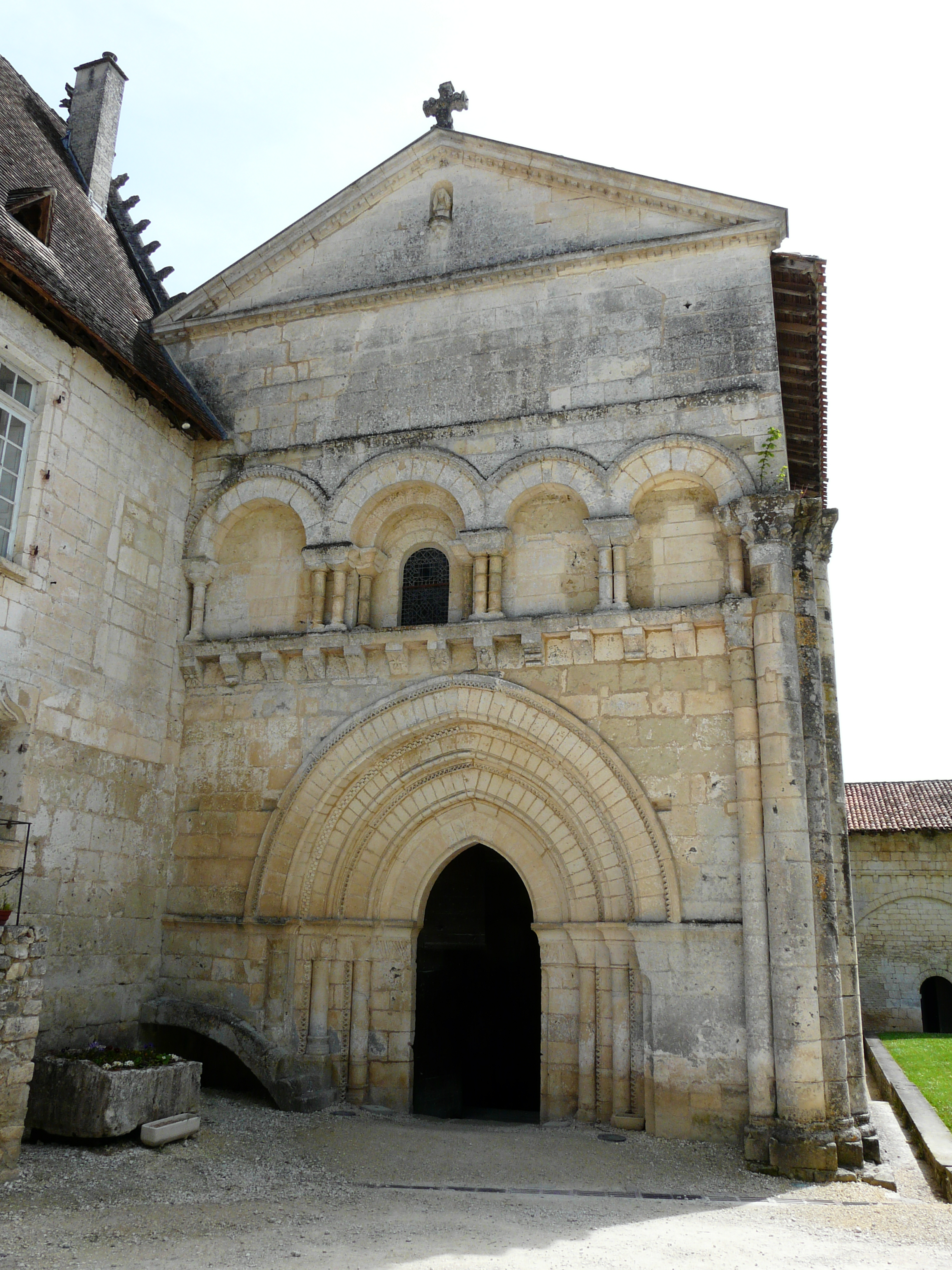
Eingangsportal
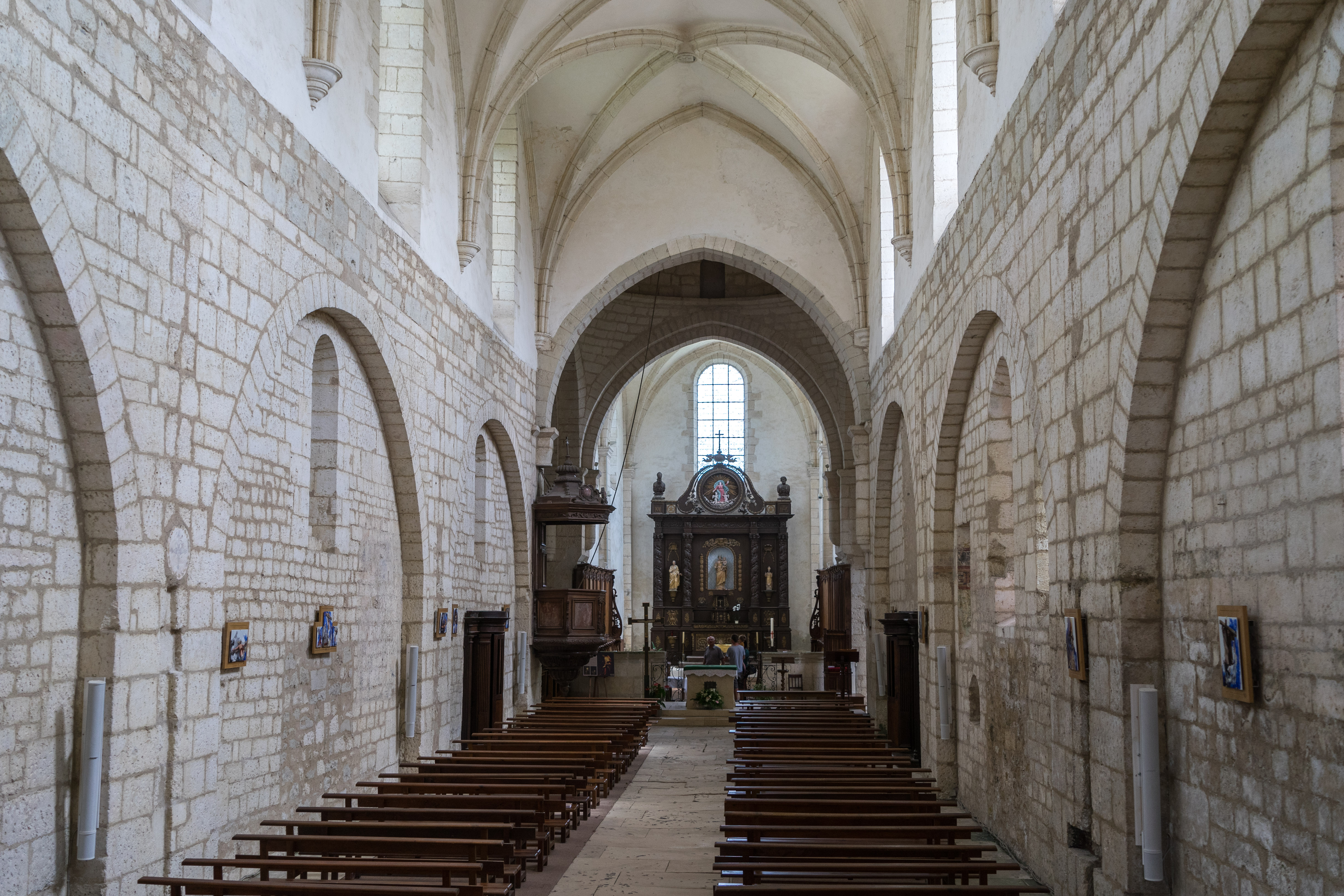
Kirchenschiff
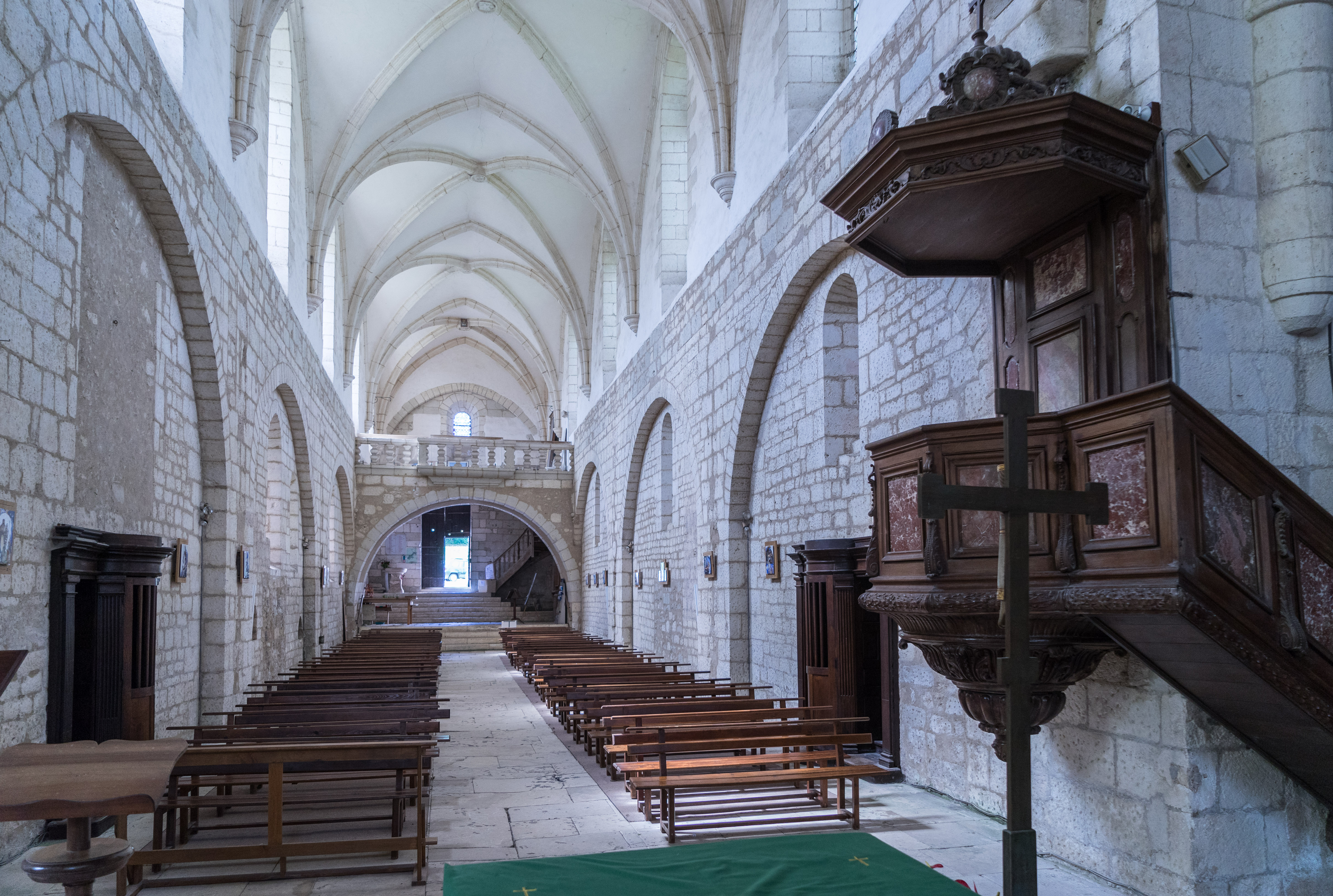
Kanzel
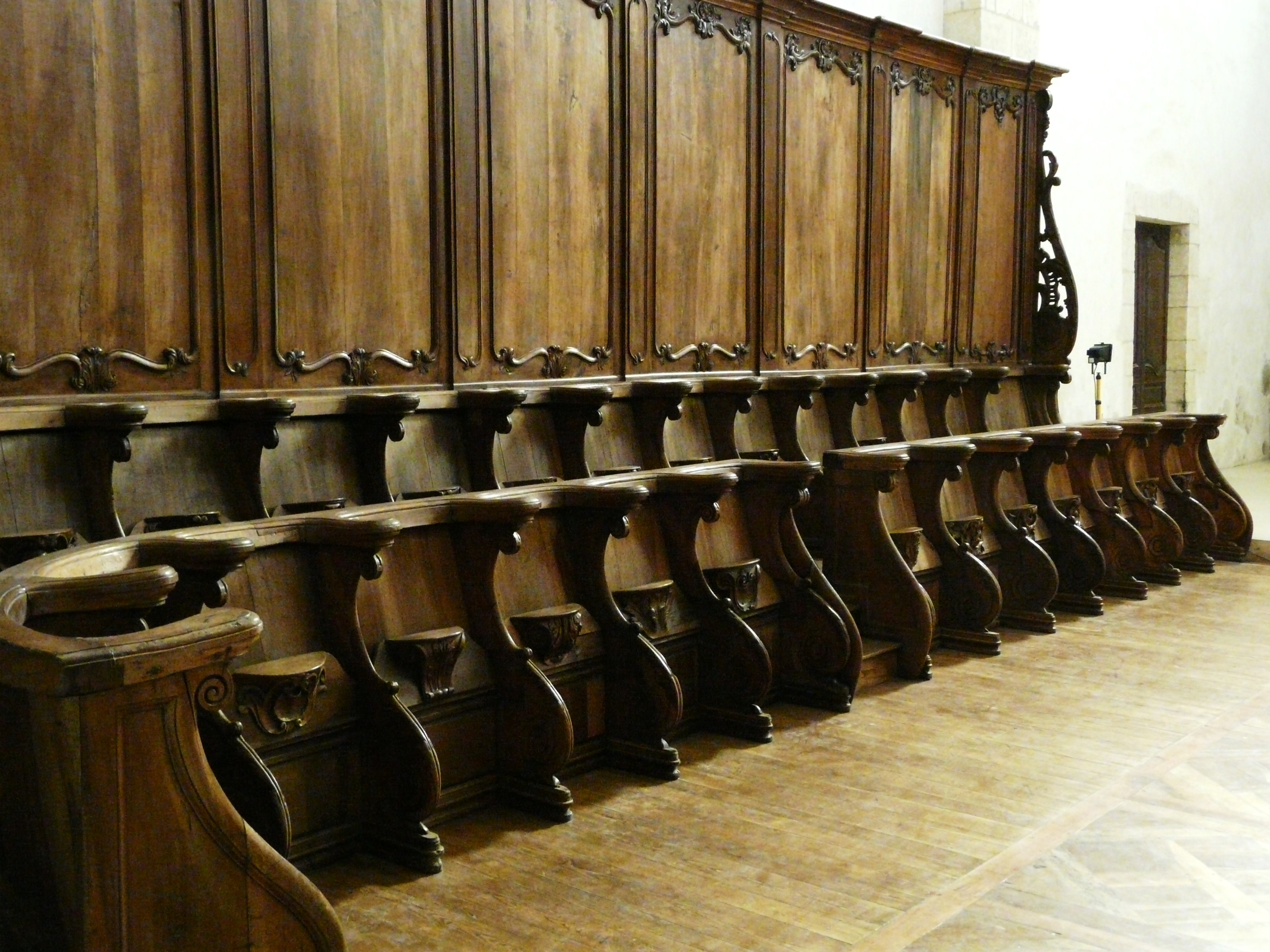
Chorgestühl
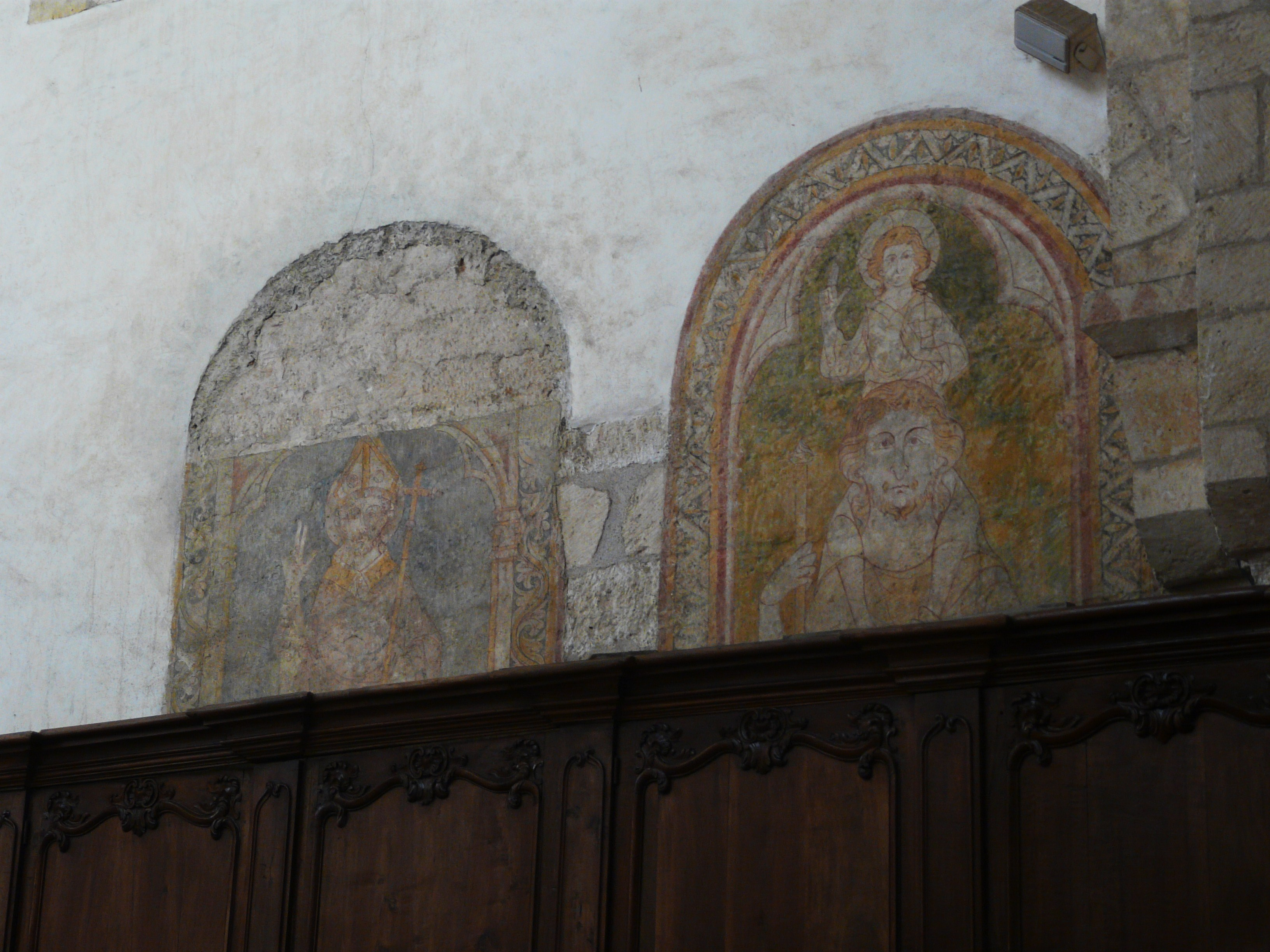
Fresken oberhalb des Chorgestühls
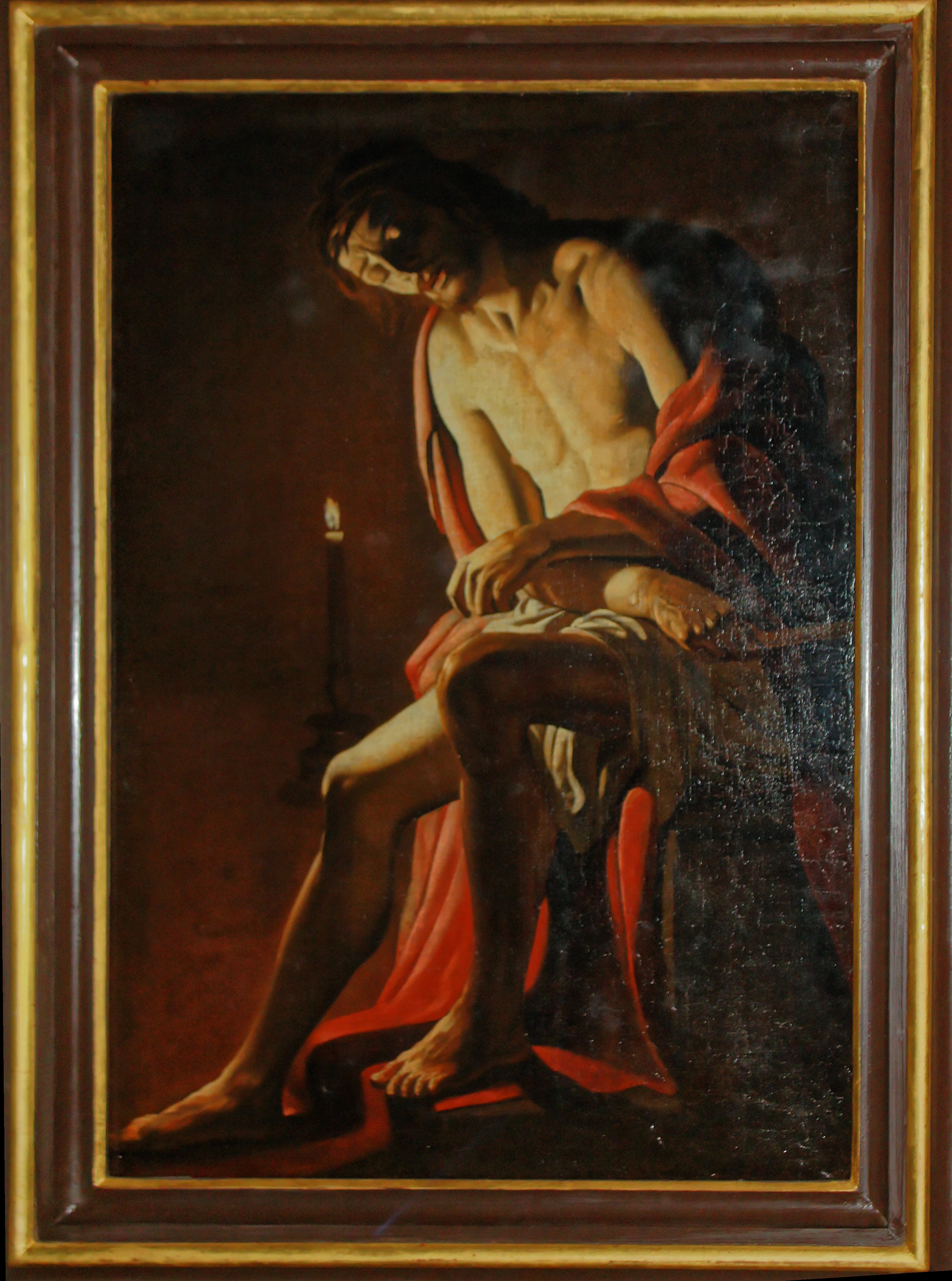
Verspottung Christi (G. Van Hornthorst)
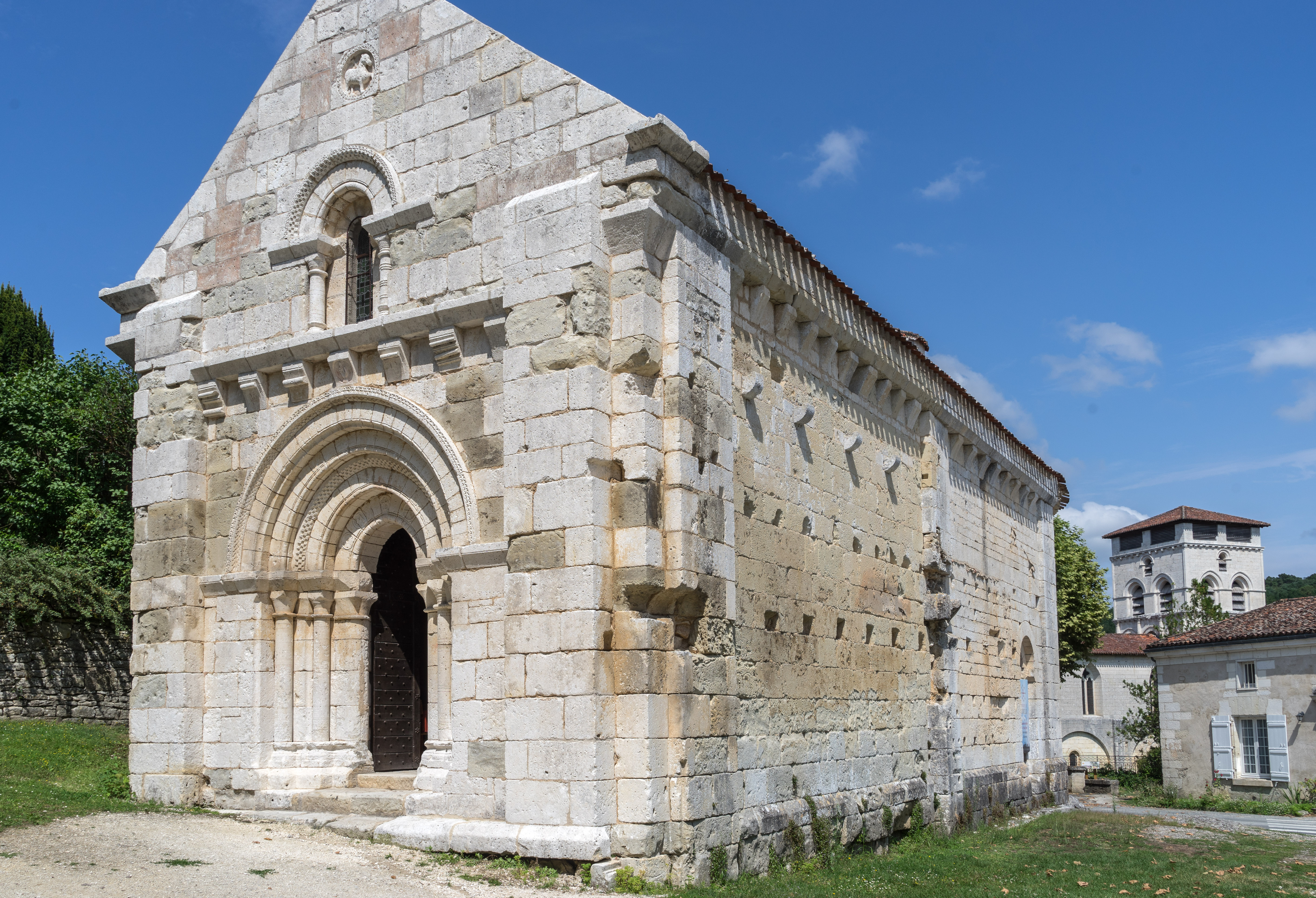
Kapelle Saint Jean
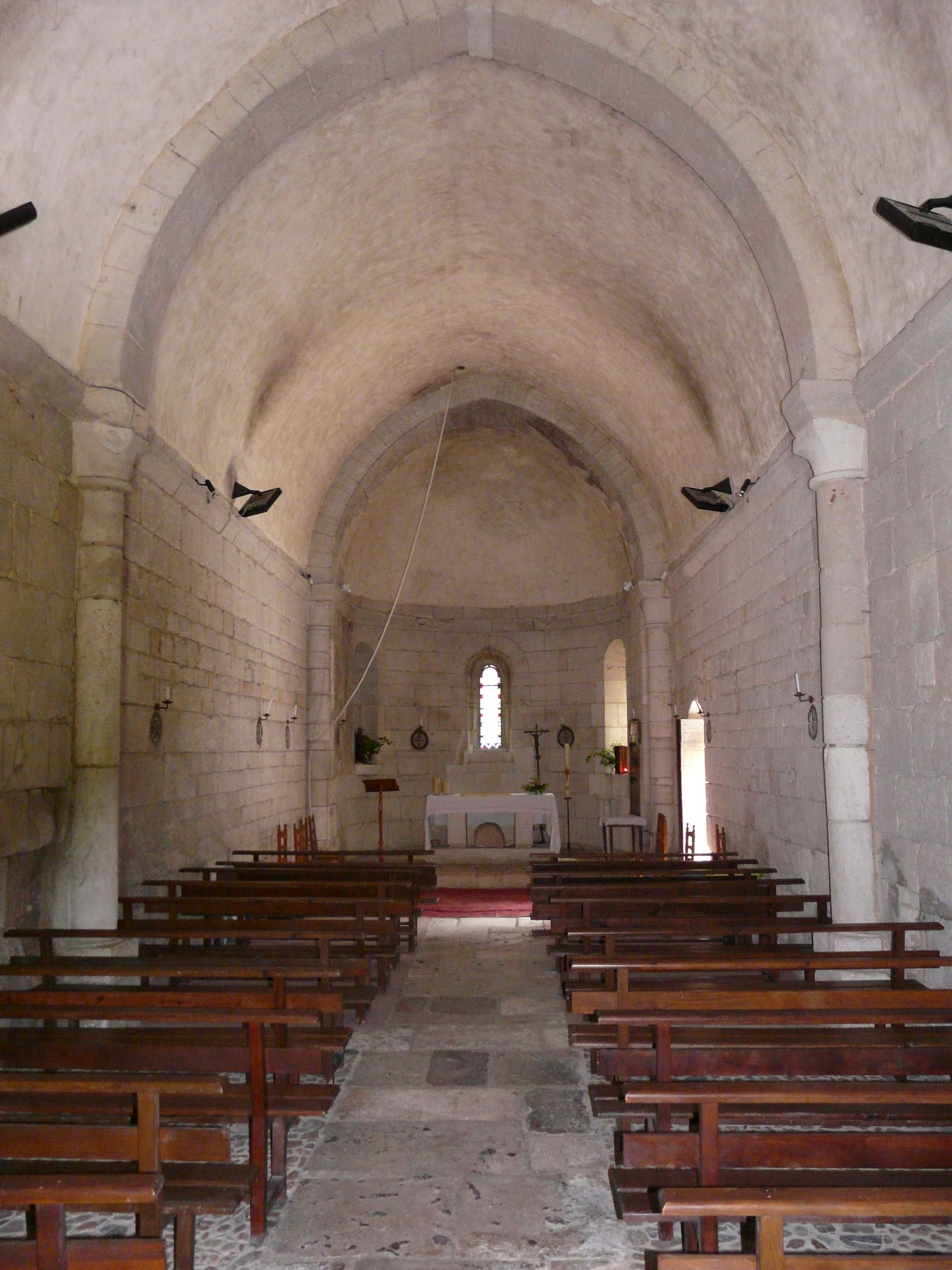
Kirchenschiff der Kapelle

### Pfarrhaus
Das Pfarrhaus trägt die Bezeichnung Logis de Bourdeilles. Es ist an die Nordwestecke der Abteikirche angesetzt. Errichtet wird es im 15. Jahrhundert und erfährt im 17. Jahrhundert nochmals große bauliche Änderungen.

### Konventsgebäude
An der Südostecke der Abteikirche steht das Abtshaus, das zwar im 13. Jahrhundert begonnen, jedoch im 18. Jahrhundert vollkommen erneuert wird. Es ist dreistöckig, wobei das Untergeschoss aus einer Arkadenreihe von acht Korbbögen aufgebaut wird. Die Wirtschaftsgebäude bestehen aus einem Waschhaus, einer Speisekammer, einem Wohntrakt und einer Mühle. Das Waschhaus verlängert das Pfarrhaus und ist ein stattliches Gebäude aus dem 15. Jahrhundert, das im 16. Jahrhundert mit einem Flachbogengewölbe versehen wird. Die im Nordwesten rechtwinklig angesetzte Speisekammer geht ins 14. Jahrhundert zurück, zusätzliche Gewölberippen werden im 17. Jahrhundert eingezogen. Von der Speisekammer nach Südost abzweigend verläuft ein Wohntrakt, an den sich im rechten Winkel eine befestigte Mühle anschließt, die für die Abtei das Mehl lieferte. Gewisse Teile des Trakts sind 14. Jahrhundert, der überwiegende Teil aber 15. und 16. Jahrhundert. Die Mühle, deren romanische Öffnungen später wieder verschlossen werden, wird von einem Abzweig der Beauronne gespeist. Der Nordostteil des rechteckigen Bauwerks überragt diesen Zulauf vollständig.
Das Pfarrhaus, das Abtshaus, das Eingangstor, die Wirtschaftsgebäude, die Terrassen und Gärten, die Umfriedung, die Brücke, die Mühle und die Abteikirche sind alle als Monument historique eingetragen. Die Bauzeit dieser Gebäude erstreckt sich vom 12. bis zum 17. Jahrhundert.

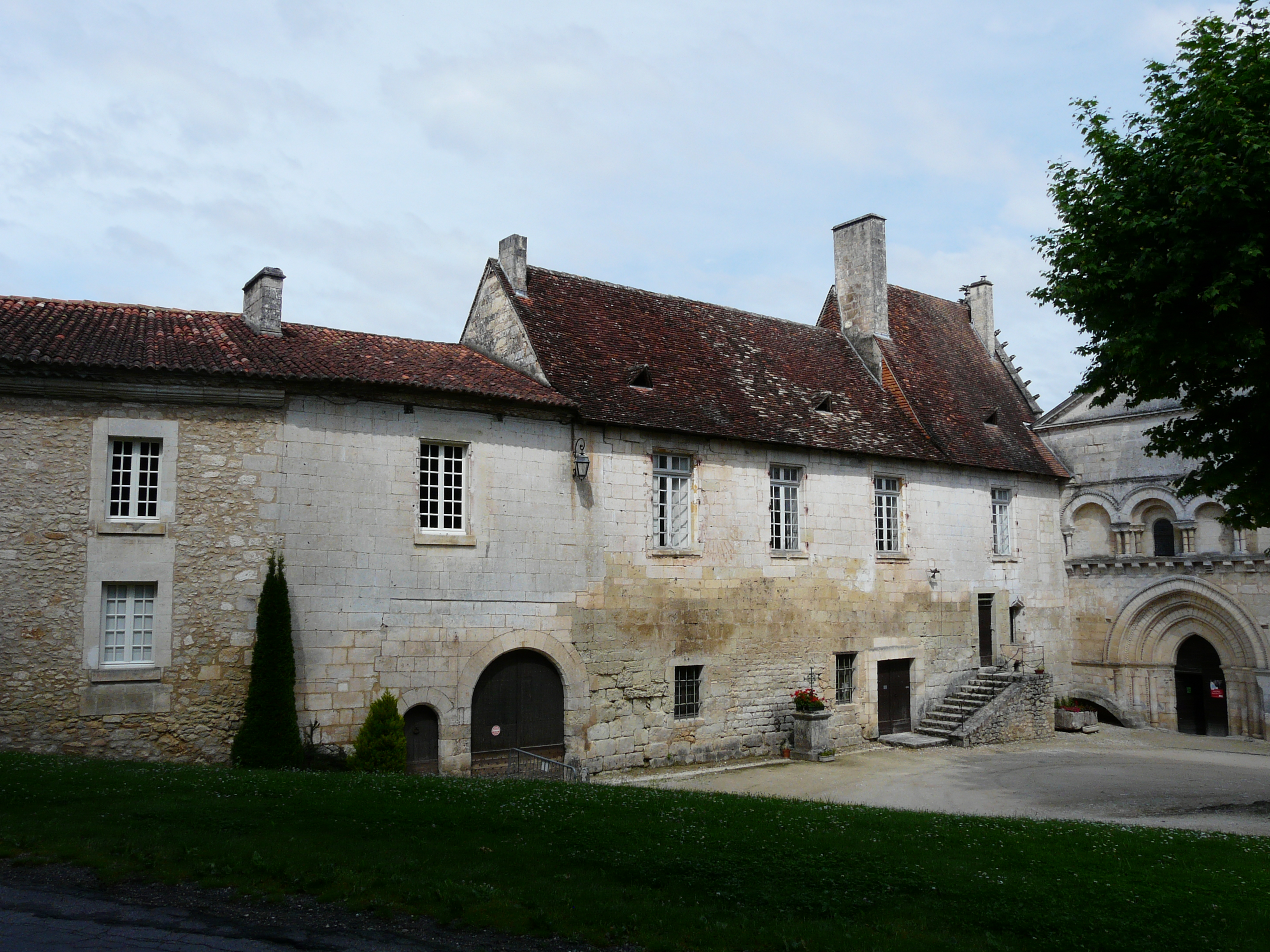
Pfarrhaus Le logis de Bourdeilles
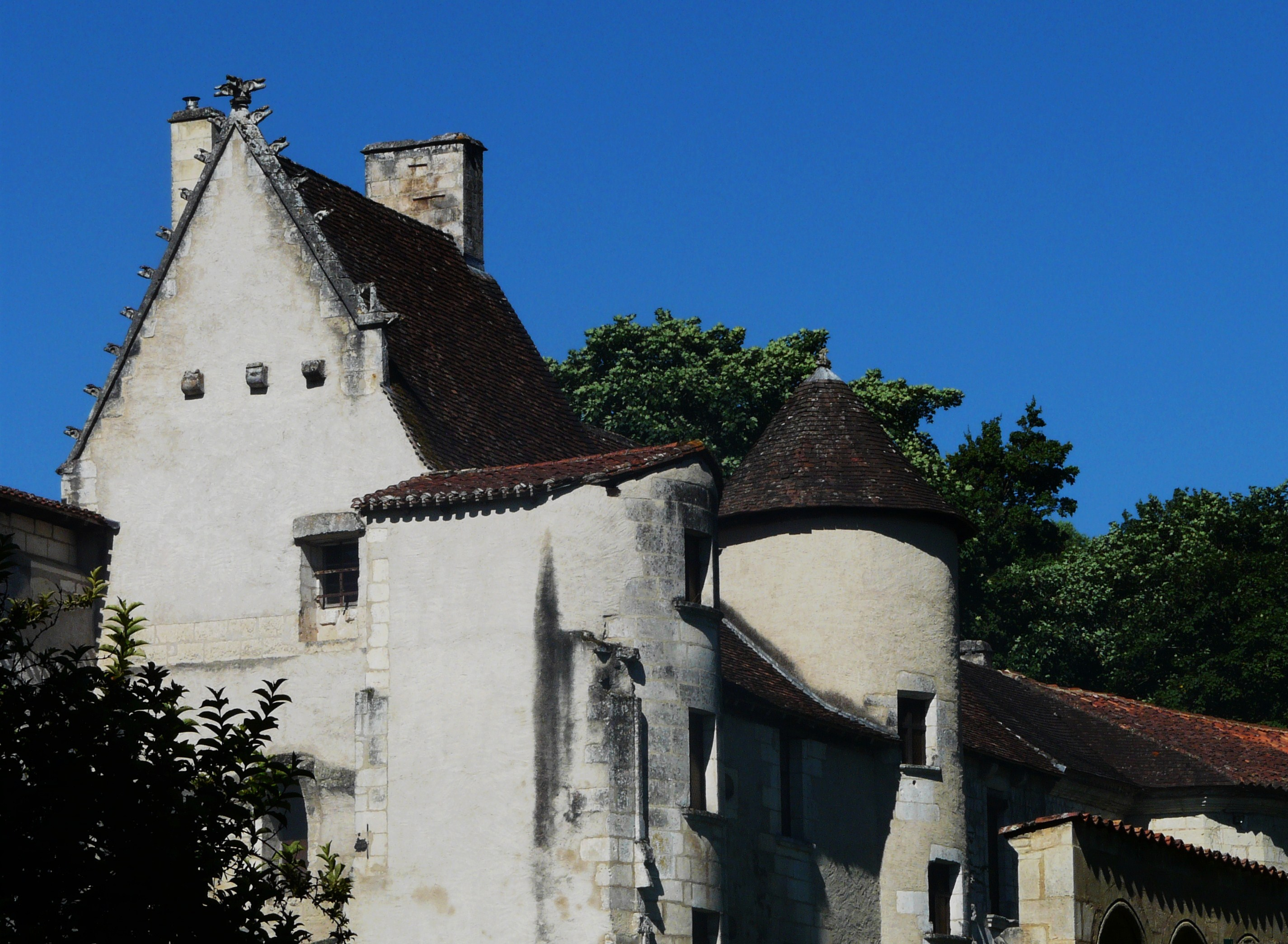
Pfarrhaus, Hinteransicht
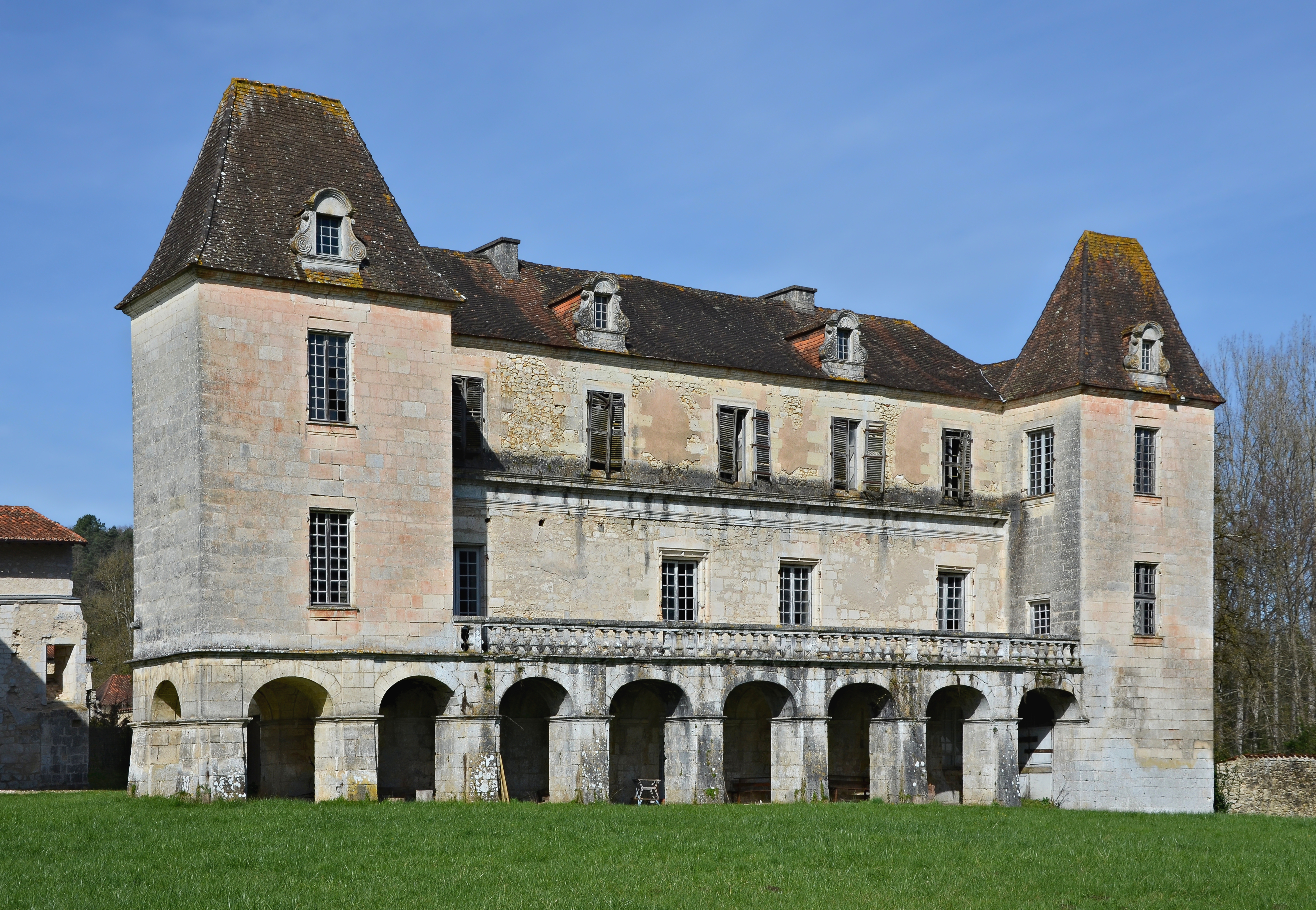
Abtshaus
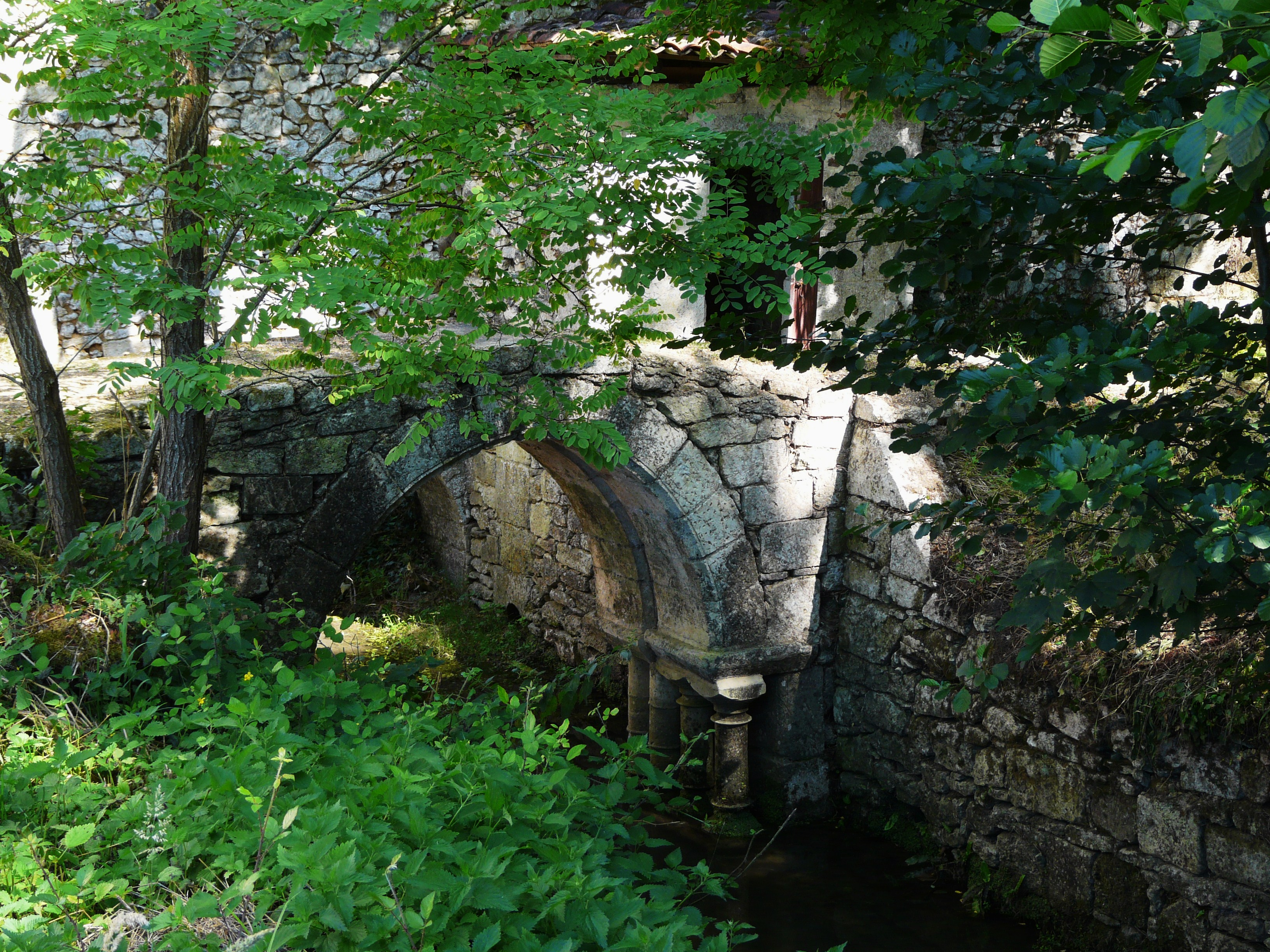
Kleine Brücke im Park über einen Arm der Beauronne

## Schutzmaßnahmen
Die Abteikirche ist seit 1909 klassifiziertes Bauwerk der Monument historique. Zwischen 1942 und 2008 werden noch weitere Bautrakte der Abtei unter Schutz gestellt.

## Mit der Abtei verbundene Persönlichkeiten
- Nicolas Baudeau, Mönch von Cancelade und Wirtschaftswissenschaftler.
- Guillaume Vivien Leidet, Mönch von Cancelade und Geschichtswissenschaftler.
- Joseph Prunis, Prior und nach 1789 Politiker.